# 14181 Koromházi
(14181) Koromházi, denumire internațională (14181) Koromhazi, este un asteroid din centura principală de asteroizi.

## Descriere
14181 Koromházi este un asteroid din centura principală de asteroizi. A fost descoperit pe 20 noiembrie 1998 la Piszkesteto de Krisztián Sárneczky și László L. Kiss. Asteroidul prezintă o orbită caracterizată de o semiaxă mare de 2,72 ua, o excentricitate de 0,16 și o înclinație de 8,9° în raport cu ecliptica.